# Vrachonisída Makronísi (ö i Grekland, Nordegeiska öarna, Nomós Sámou, lat 37,51, long 26,50)
Vrachonisída Makronísi är en ö i Grekland.   Den ligger i prefekturen Nomós Sámou och regionen Nordegeiska öarna, i den östra delen av landet, 250 km öster om huvudstaden Aten. Arean är 0,71 kvadratkilometer.
Terrängen på Vrachonisída Makronísi är platt. Öns högsta punkt är 56 meter över havet. Den sträcker sig 1,7 kilometer i nord-sydlig riktning, och 0,8 kilometer i öst-västlig riktning.